# یواس‌اس بلاور (اس‌اس-۳۲۵)
یواس‌اس بلاور (اس‌اس-۳۲۵) (به انگلیسی: USS Blower (SS-325)) یک زیردریایی بود که طول آن ۳۱۱ فوت ۹ اینچ (۹۵٫۰۲ متر) بود. این زیردریایی در سال ۱۹۴۴ ساخته شد.